# Alejandro Peirano
Alejandro Peirano López (* 11. März 1993) ist ein chilenischer Mittelstreckenläufer, der sich auf den 800-Meter-Lauf spezialisiert hat.

## Sportliche Laufbahn
Erste Erfahrungen bei internationalen Meisterschaften sammelte Alejandro Peirano bei den 2010 erstmals ausgetragenen Olympischen Jugendspielen in Singapur, bei denen er im 1000-Meter-Lauf in 2:28,58 min den vierten Platz im B-Finale belegte. Anschließend gewann er bei den Jugendsüdamerikameisterschaften in Santiago de Chile über 800 Meter in 1:53,8 min die Bronzemedaille. Im Jahr darauf belegte er bei den Juniorensüdamerikameisterschaften in Medellín in 51,59 s den siebten Platz im 400-Meter-Lauf und erreichte über 800 Meter in 1:51,64 s Rang sechs. Zudem gewann er mit der chilenischen 4-mal-400-Meter-Staffel in 3:18,69 min die Bronzemedaille. 2012 schied er bei den Juniorenweltmeisterschaften in Barcelona mit 1:51,45 min im Vorlauf aus und belegte anschließend bei den U23-Südamerikameisterschaften in São Paulo in 53,44 s den sechsten Platz im 400-Meter-Hürdenlauf und erreichte mit der Staffel in 3:18,09 min Rang fünf. 2013 nahm er an der Sommer-Universiade in Kasan teil und erreichte dort das Halbfinale, in dem er mit 1:49,19 min ausschied.
2014 wurde er bei den Südamerikaspielen in Santiago in 1:50,43 min Sechster und klassierte sich anschließend bei den U23-Südamerikameisterschaften in Montevideo in 1:55,55 min auf Rang acht, gewann aber mit der Staffel in 3:11,93 min die Silbermedaille hinter dem Team aus Brasilien. Bei den Leichtathletik-Südamerikameisterschaften 2015 in Lima landete er nach 1:49,27 min auf dem fünften Platz und 2017 gewann er bei den Juegos Bolivarianos in Santa Marta mit der Staffel in 3:10,29 min die Bronzemedaille hinter den Teams aus Kolumbien und Venezuela. 2018 siegte er bei den Ibero-Amerikanischen Meisterschaften in Trujillo in 3:10,77 min mit der Staffel und gewann über 800 Meter in 1:48,62 min die Bronzemedaille hinter dem Brasilianer Thiago André und Andrés Arroyo aus Puerto Rico. 2019 belegte er bei den Südamerikameisterschaften in Lima in 1:48,36 min den vierten Platz über 800 Meter und gewann mit der Staffel in 3:11,84 min die Bronzemedaille hinter den Teams aus Kolumbien und Brasilien. Anschließend gelangte er bei den Panamerikanischen Spielen ebendort bis in das Finale, konnte dort sein Rennen aber nicht beenden. 2020 gewann er bei den erstmals ausgetragenen Hallensüdamerikameisterschaften in Cochabamba in 1:54,52 min die Bronzemedaille hinter dem Venezolaner Lucirio Antonio Garrido und Marco Vilca aus Peru. 2024 belegte er bei den Ibero-Amerikanischen Meisterschaften in Cuiabá in 3:27,06 min den vierten Platz in der Mixed-Staffel.
2019 wurde Peirano chilenischer Meister in der 4-mal-400-Meter-Staffel und 2019 über 400 m Hürden.

## Persönliche Bestzeiten
- 400 Meter: 47,59 s, 6. April 2019 in Santiago de Chile
- 800 Meter: 1:47,74 min, 29. März 2019 in Concepción del Uruguay
  - 800 Meter (Halle): 1:54,52 min, 2. Februar 2020 in Cochabamba
- 400 m Hürden: 52,09 s, 19. Mai 2019 in Santiago